# Bludná
Bludná (německy Irrgang) je osada, část obce Pernink v okrese Karlovy Vary v Karlovarském kraji. Nachází se asi 4,5 kilometru severovýchodně od Perninku, přímo na hlavním hřebeni Krušných hor, na staré císařské cestě vedoucí z Horní Blatně do Božího Daru. V roce 2011 zde trvale nikdo nežil.
Bludná leží v katastrálním území Pernink o výměře 15,71 km².

## Historie

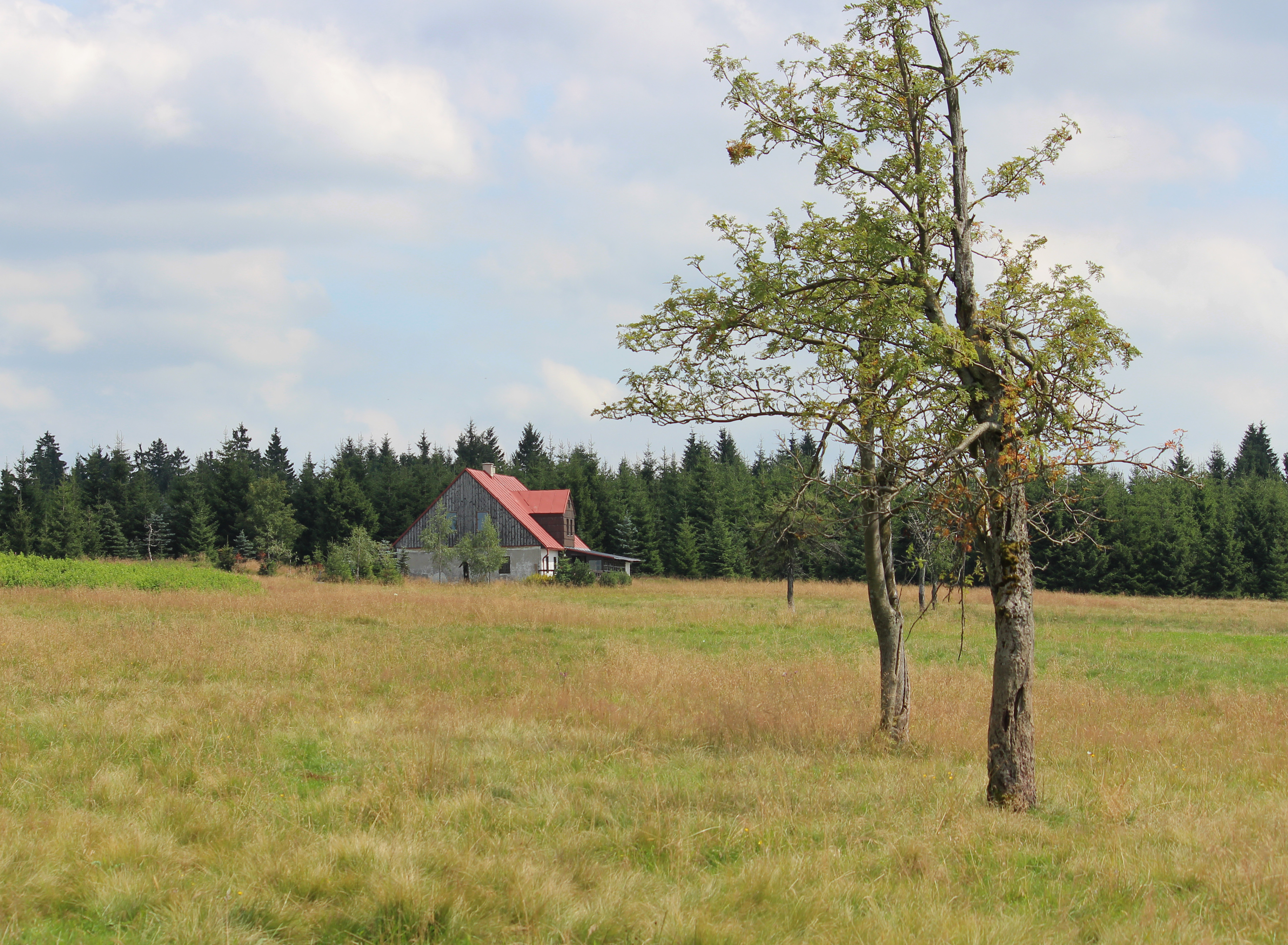
Dům čp. 41

První písemná zmínka o Bludné pochází z roku 1520 v souvislosti s těžbou železné a cínové rudy, ale vesnice je pravděpodobně starší. Obě suroviny totiž byly v okolí dobývány nejpozději od roku 1515. 
Přímo ve vsi se kasiterit těžil v dolech Jiří, Bohatá útěcha, Bohaté dílo, Tur, Narození Panny Marie a Drahá kožešina, ale většina důlních děl se nacházela na vrchu Sněžná hůrka severozápadně od vesnice. K tamním dolům patřily Zuzana (poblíž vrcholu), Vavřinec, Svatý duch a Volská štola.

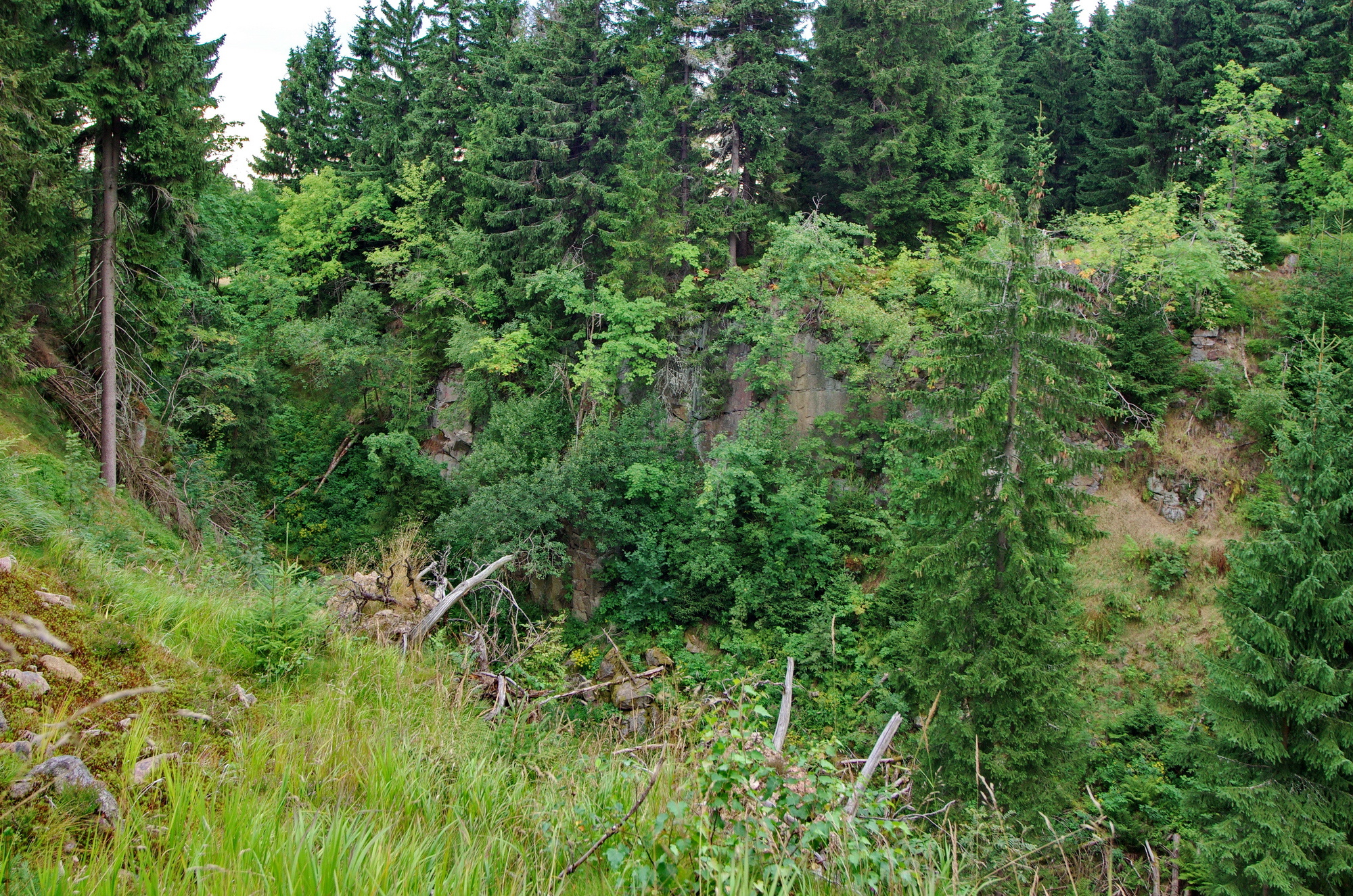
Při jižním okraji katastru Bludné se nachází velká propadlina Červená jáma

Doly Zuzana, Vavřinec a Volská štola byly obnoveny na začátku osmnáctého století a činnost ukončily až v letech 1804–1817. Jejich provoz umožňovala odvodňovací dědičná štola František, kterou horníci razili poblíž Luhů z údolí řeky Černé. Důl Drahá kožešina byl uzavřen v roce 1810. Během devatenáctého století fungoval, do roku 1884, železnorudný důl Hilfe Gottes, který dosáhl hloubky asi 200 metrů a od sedmnáctého století poskytl přibližně 150 000 tun rudy.

## Obyvatelstvo
Při sčítání lidu v letech 1921 a 1930 byla Bludná rozdělena mezi obce Potůčky a Pernink. V části patřící k Potůčkům v roce 1921 žilo 75 obyvatel (z toho 27 mužů). Všichni byli německé národnosti a s výjimkou dvou evangelíků se hlásili k římskokatolické církvi. V části u Perninku žilo 110 obyvatel. Všichni byli Němci a římskými katolíky. Podle sčítání lidu z roku 1930 měla část u Potůčků 81 obyvatel, z nichž byli všichni německé národnosti a římskokatolického vyznání. Ve druhé části u Perninku bydlelo 120 lidí: čtyři Čechoslováci a 116 Němců. Kromě dvou evangelíků, jednoho žida a jednoho člověka bez vyznání se hlásili k římskokatolické církvi.
| Rok            | 1869 | 1880 | 1890 | 1900 | 1910 | 1921 | 1930 | 1950 | 1961 | 1970 | 1980 | 1991 | 2001 | 2011 | 2021 |
| -------------- | ---- | ---- | ---- | ---- | ---- | ---- | ---- | ---- | ---- | ---- | ---- | ---- | ---- | ---- | ---- |
| Počet obyvatel | 122  | 148  | 147  | 145  | 143  | 110  | 120  | 18   | 12   | 2    | 2    | 1    | 0    | 0    | 0    |
| Počet domů     | 16   | 20   | 21   | 21   | 20   | 20   | 22   | 29   | 29   | 1    | 1    | 0    | 0    | 0    | 0    |